# Florence Bates
Florence Bates (15 kwietnia 1888, zm. 31 stycznia 1954) − amerykańska aktorka filmowa.

## Filmografia
- 1940: Rebeka
- 1940: Syn hrabiego Monte Christo
- 1949: Kitty Foyle